# Renaud Capuçon

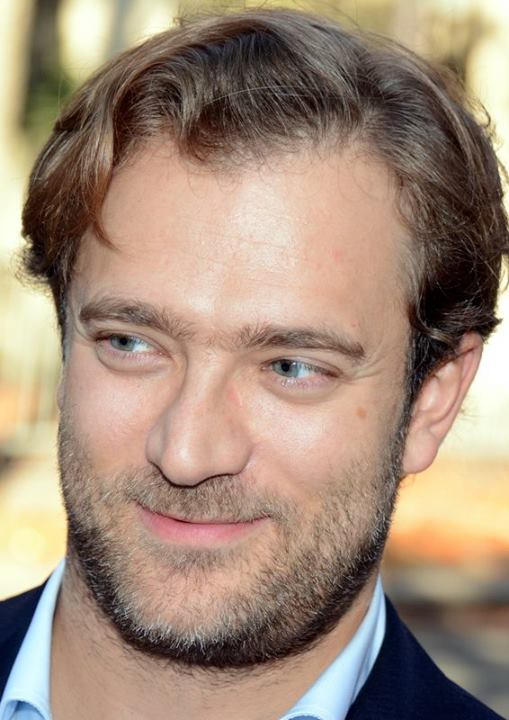
Renaud Capuçon (2013)

Renaud Capuçon (* 27. Januar 1976 in Chambéry) ist ein französischer Violinist. 

## Leben
Renaud Capuçon ist der ältere Bruder des Cellisten Gautier Capuçon. Im Alter von 14 Jahren wurde er  am Pariser Konservatorium in die Klasse von Gérard Poulet aufgenommen. Drei Jahre später schloss er sein Studium in den Fächern Violine und Kammermusik ab. Weitere Studien absolvierte er in Berlin bei Thomas Brandis und Isaac Stern.
Berufen von Claudio Abbado wirkte Capuçon ab 1997 drei Jahre als Konzertmeister beim Gustav Mahler Jugendorchester, bevor er seine internationale Laufbahn als Solist und Kammermusiker entfaltete.
Als Solist konzertierte er mit Orchestern wie unter anderem den Berliner Philharmonikern, den Wiener Philharmonikern, dem London Symphony Orchestra, dem Orchestre National de France, dem Orchestre Philharmonique de Radio France und dem Orchestre de Paris, dem Orchester der Mailänder Scala, den New Yorker Philharmonikern und dem Boston Symphony Orchestra, dem Chamber Orchestra of Europe und dem Orquesta Sinfónica Simón Bolívar de Venezuela. Dabei arbeitet er mit zahlreichen bedeutenden Dirigenten zusammen, darunter Daniel Barenboim, Semjon Bytschkow, Stéphane Denève, Christoph von Dohnányi, Gustavo Dudamel, Christoph Eschenbach, Waleri Gergijew, Bernard Haitink, Daniel Harding, Paavo Järvi, Andris Nelsons, Yannick Nézet-Séguin, François-Xavier Roth, Lahav Shani, Robin Ticciati oder Jaap van Zweden.
Als Kammermusiker erfolgte eine Zusammenarbeit mit seinem Bruder sowie Künstlern wie Nicholas Angelich, Martha Argerich, Juri Baschmet, Yefim Bronfman, Khatia Buniatishvili, Hélène Grimaud, Maria João Pires, Alois Posch und Yuja Wang. Er gastierte bei den Salzburger Festspielen, Berliner Festspielen, Lucerne Festival, der Schubertiade, Verbier Festival, Edinburgh Festival, Festival d’Aix-en-Provence, Tanglewood, beim Klavierfestival de La Roque-d'Anthéron. 
2016 spielte er beim alljährlich stattfindenden Konzert zum Nationalfeiertag in Wien. Gemeinsam mit Yo-Yo Ma spielte er anlässlich der Gedenkfeier zum 100. Jahrestag des Waffenstillstands nach dem Ersten Weltkrieg unter dem Arc de Triomphe in Paris und trat beim G7-Gipfel in Biarritz 2019 vor den Staats- und Regierungschefs auf.
Es liegen zahlreiche CD-Einspielungen vor. 
Capuçon gründete 2013 das Festival de Pâques in Aix-en-Provence, dessen künstlerischer Leiter er ist. 2016 erfolgte seine Ernennung zum künstlerischen Leiter der Sommets Musicaux de Gstaad.
Seit 2014 ist er Professor für Violine an der Haute École de Musique in Lausanne.

## Instrument
Renaud Capuçon spielt eine Violine Guarneri del Gesù „Panette“ von 1737, die zuvor Isaac Stern gehörte und von der Banca Svizzera Italiana für Renaud Capuçon gekauft wurde.

## Auszeichnungen

### Musikpreise
- 2004: Echo Klassik in der Kategorie „Nachwuchskünstler des Jahres“[4]
- 2007: Echo Klassik in der Kategorie „Kammermusik-Einspielung des Jahres für Ensemble des 20./21. Jahrhunderts“[5]
- 2017: Echo Klassik in der Kategorie „Konzerteinspielung des Jahres (21st Century Violin Concertos)“

### Ehrungen
- 2011: Ritter des Ordre national du Mérite[1]
- 2016: Ritter der Ehrenlegion[1]